# Stellar Dawn
Stellar Dawn , é um MMORPG Sci-Fi não lançado. Ele está sendo produzido pela empresa britânica Jagex Ltda. Pouco se sabe sobre o jogo. Suas mínimas informações são apresentadas em vários lugares, como no site oficial , Twitter, Facebook, entre outros. Algumas imagens de conceito aparecem no site oficial, mas nenhuma imagem do jogo em si foi revelada.

## MechScape
MechScape foi o projeto precessor ao Stellar Dawn. Os produtores do MechScape não se contentaram com o jogo e este foi descartado. Mais tarde o projeto recomeçou do zero. A proposta do jogo era um totalente independente do sucesso da Jagex, RuneScape. Por isso o jogo passou a se chamar Stellar Dawn.